# Pacov
Pacov (in tedesco Patzau) è una città della Repubblica Ceca facente parte del distretto di Pelhřimov, nella regione di Vysočina.